# Neoclinus blanchardi
Neoclinus blanchardi (лат.), Морская щучья собачка — вид лучепёрых рыб из семейства хенопсиевых. Видовое название дано в честь доктора Бланчарда С. Б. (англ. S. B. Blanchard), первым обнаружившего этот вид рыб и отправившего образец французскому биологу Шарлю Жирару, который его описал.

## Описание
Максимальная длина тела 30 см. Длина тела взрослых особей более 11 см, обычно 15—19 см. Окраска живых особей тускло-коричневая с небольшим красноватым блеском. Около спины имеются более бледные зеленые пятна. Верхняя челюсть очень сильно увеличена, особенно у взрослых самцов, у которых она длиннее головы. Глаза крупные. Жаберных тычинок меньше 15. Спинной плавник имеет зеленые пятна и розовые пятнышки. Край плавника голубовато-белый. Два глазка на спинном плавнике имеют металлический синий цвет и становятся чёрными внутри узкого ярко-золотисто-жёлтого кольца. Передний глазок находится между первыми двумя шипами, а задний — между шестым и девятым шипами. В боковой линии 21—25 чешуек. Хвостовой плавник грязно-зеленый, по краю со штрихами зелёного и красного цвета.

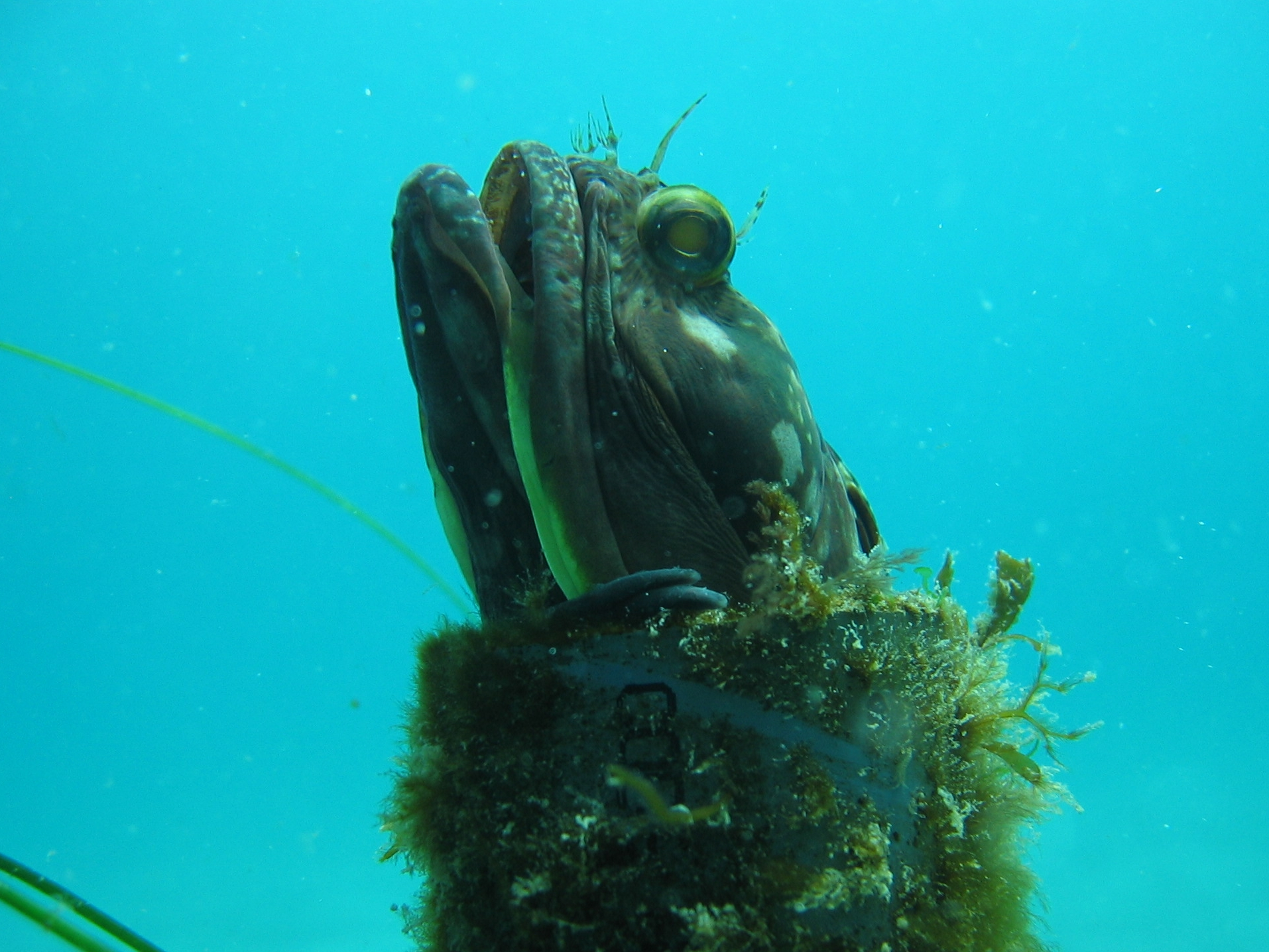

## Образ жизни
Обитают на глубине от 3 до 73 м. Молодые особи держатся на меньшей глубине (14—25 м), чем взрослые (25—60 м).

## Распространение
Распространены в восточной части Тихого океана у берегов Северной Америки, от Сан-Франциско до Нижней Калифорнии.